# Лукьяновичи-Лиждвои
Лукьяновичи-Лиждвои — дворянский род.
Потомство Ивана Лукьяновича, сотника Остерского (XVII в.).
Род внесен во II и III части Родословной книги Полтавской губернии.

## Описание герба
В голубом поле золотой опрокинутый ключ, обременённый сердцем, пронзённым опрокинутой стрелой наискось слева.
Щит увенчан дворянскими шлемом и короной. Нашлемник: подобное же сердце со стрелой. Намёт на щите голубой, подложенный золотом.